# Максимов, Игорь Семёнович
И́горь Семёнович Максимов (23 марта 1938, Подольск, Московская область — 1999) — советский футболист, центральный защитник. Наиболее известен по выступлениям за куйбышевские «Крылья Советов» и московский «Локомотив». Мастер спорта СССР (1960).

## Биография
Родился 23 марта 1938 года в Подольске.
Клубную карьеру начал в подольском «Торпедо». В 1954 году был заявлен за клуб, но так и не сыграл ни одного матча. В 1955 году перешёл в московское «Торпедо», где так и не сыграл.
В 1957 году играл в команде города Ступино, сыграл 6 матчей. В этом же году перешёл в «Крылья Советов» из Куйбышева, где играл до 1960 года, провёл 90 матчей и забил один гол в высшей лиге. С 1961 по 1965 год играл в московском «Локомотиве», где сыграл 126 матчей (из них 97 — в высшей лиге), но не забил ни одного гола. В 1966 году вернулся в «Крылья Советов», но, сыграв один матч, покинул клуб. С 1966 по 1967 год играл в калининской «Волге». В 1967 году перешёл в липецкий «Металлург». В конце 1968 года в возрасте 30 лет завершил карьеру из-за травмы.
Всего в высшей лиге провёл 188 матчей и забил один гол. Выступал за вторую сборную СССР.
В 1978—1980 годах работал в тренерском штабе московского «Локомотива».
Умер в 1999 году на 62-м году жизни.